# Arisugawa-no-miya
La maison Arisugawa-no-miya (有栖川宮) est une des quatre shinnōke (branches) affiliées à la famille impériale du Japon et qui étaient légitimes, jusqu'en 1947, pour fournir des successeurs au trône du Chrysanthème lorsque la lignée principale n'avait plus d'héritiers.
La maison Arisugawa-no-miya est fondée par le prince Yoshihito, septième fils de l'empereur Go-Yōzei (mort en 1638), et était originellement nommée Takamatsu-no-miya. Elle fut renommée Arisugawa-no-miya après le deuxième chef, le prince Nagahito, qui accèda au trône sous le nom d'empereur Go-Sai.
La maison Arisugawa-no-miya fournissait traditionnellement les professeurs de calligraphie et de poésie tanka aux générations successives d'empereurs, et après la restauration de Meiji de 1868, elle joua un rôle important dans le développement de l'armée impériale japonaise. 
La lignée Arisugawa s'éteinte au début du XXe siècle lorsque le dernier héritier mâle est mort sans descendants. L'agence impériale a cependant reprit le nom d'origine Takamatsu-no-miya pour l'accorder au troisième fils de l'empereur Taishō. Mais la nouvelle lignée s'est éteinte de nouveau avec la mort sans enfants du prince Nobuhito Takamatsu.
En 2003, un imposteur se prétendant de la lignée Arisugawa apparaît et vole une importante somme d'argent.
|    | Nom                                                           | Année de naissance | Année de succession | Résigné en | Mort |
| -- | ------------------------------------------------------------- | ------------------ | ------------------- | ---------- | ---- |
| 1  | Takamatsu-no-miya Yoshihito Shinnō (高松宮 好仁親王)          | 1603               | 1625                | .          | 1638 |
| 2  | Takamatsu-no-miya Nagahito Shinnō (高松宮 良仁親王)           | 1638               | 1647                | 1654       | 1685 |
| 3  | Arisugawa-no-miya Yukihito Shinnō (有栖川宮 幸仁親王)         | 1656               | 1667                | .          | 1699 |
| 4  | Arisugawa-no-miya Tadahito Shinnō (有栖川宮 正仁親王)         | 1694               | 1699                | .          | 1716 |
| 5  | Arisugawa-no-miya Yorihito Shinnō (有栖川宮 職仁親王)         | 1713               | 1716                | .          | 1769 |
| 6  | Arisugawa-no-miya Orihito Shinnō (有栖川宮 織仁親王)          | 1755               | 1769                | .          | 1820 |
| 7  | Arisugawa-no-miya Tsunahito Shinnō (有栖川宮 韶仁親王)        | 1784               | 1820                | .          | 1845 |
| 8  | Arisugawa Takahito (有栖川宮 幟仁親王)                        | 1813               | 1845                | 1871       | 1886 |
| 9  | Arisugawa-no-miya Taruhito (有栖川宮 熾仁親王)                | 1835               | 1886                | .          | 1895 |
| 10 | Takehito Arisugawa (有栖川宮 威仁親王)                        | 1862               | 1895                | .          | 1913 |
| ※  | Prince Takamatsu-no-miya Nobuhito Takamatsu (高松宮 宣仁親王) | 1903               | 1913                | .          | 1987 |

※ Le prince Nobuhito a fondé une nouvelle maison Takamatsu-no-miya. Il n'est pas la onzième génération Arisugawa mais le premier Takamatsu-no-miya.

## Source de la traduction
- (en) Cet article est partiellement ou en totalité issu de l’article de Wikipédia en anglais intitulé « Arisugawa-no-miya » (voir la liste des auteurs).